# Józef Wiktoryn Pucek
Józef Wiktoryn Pucek herbu Godziemba – cześnik łęczycki w latach 1777–1780, pisarz ziemski łęczycki w latach 1758–1777, konsyliarz konfederacji barskiej województwa łęczyckiego w 1769 roku.